# Miracle Workers (Fernsehserie)
Miracle Workers ist eine US-amerikanische Comedy-Serie mit Daniel Radcliffe und Steve Buscemi in den Hauptrollen. Die Erstausstrahlung erfolgte in den USA am 12. Februar 2019 beim Kabelsender TBS sowie am 14. Mai 2019 bei TNT Comedy in Deutschland. Die Ausstrahlung der zweiten Staffel begann am 28. Januar und endete am 31. März 2020. Im August 2020 wurde die Serie um eine dritte Staffel verlängert, deren Ausstrahlung am 13. Juli 2021 begann. Seit dem 16. Januar 2023 lief die vierte Staffel bei TBS. Die deutsche Erstausstrahlung der vierten Staffel begann am 12. November 2023 bei Warner TV Comedy. Die letzte Folge wurde am 10. Dezember ausgestrahlt.

## Handlung
Craig ist ein Engel auf niedriger Ebene, der ganz allein für die Abwicklung aller Gebete der Menschheit verantwortlich ist, aber pro Tag nicht zur Reaktion auf mehr als einer Handvoll Gesuche kommt. Seine fleißige Kollegin Eliza wird aus der Schmutzabteilung zu ihm befördert. Gott trägt sich derweil mit dem Gedanken, die Welt zu zerstören und neu aufzubauen. Um dies zu verhindern, müssen Craig und Eliza ein echtes Wunder auf Erden bewirken.
Im Jahr 2020 wurde eine 2. Staffel gesendet, die im Mittelalter spielt.
Die dritte Staffel ist im Wilden Westen im Jahr 1844 angesiedelt. Die Geschichte beschreibt die Strapazen auf dem Oregon Trail und spielt auch auf die Donner Party an.
Staffel 4 spielt in der Zukunft, mit Anspielungen auf Mad Max.

## Produktion

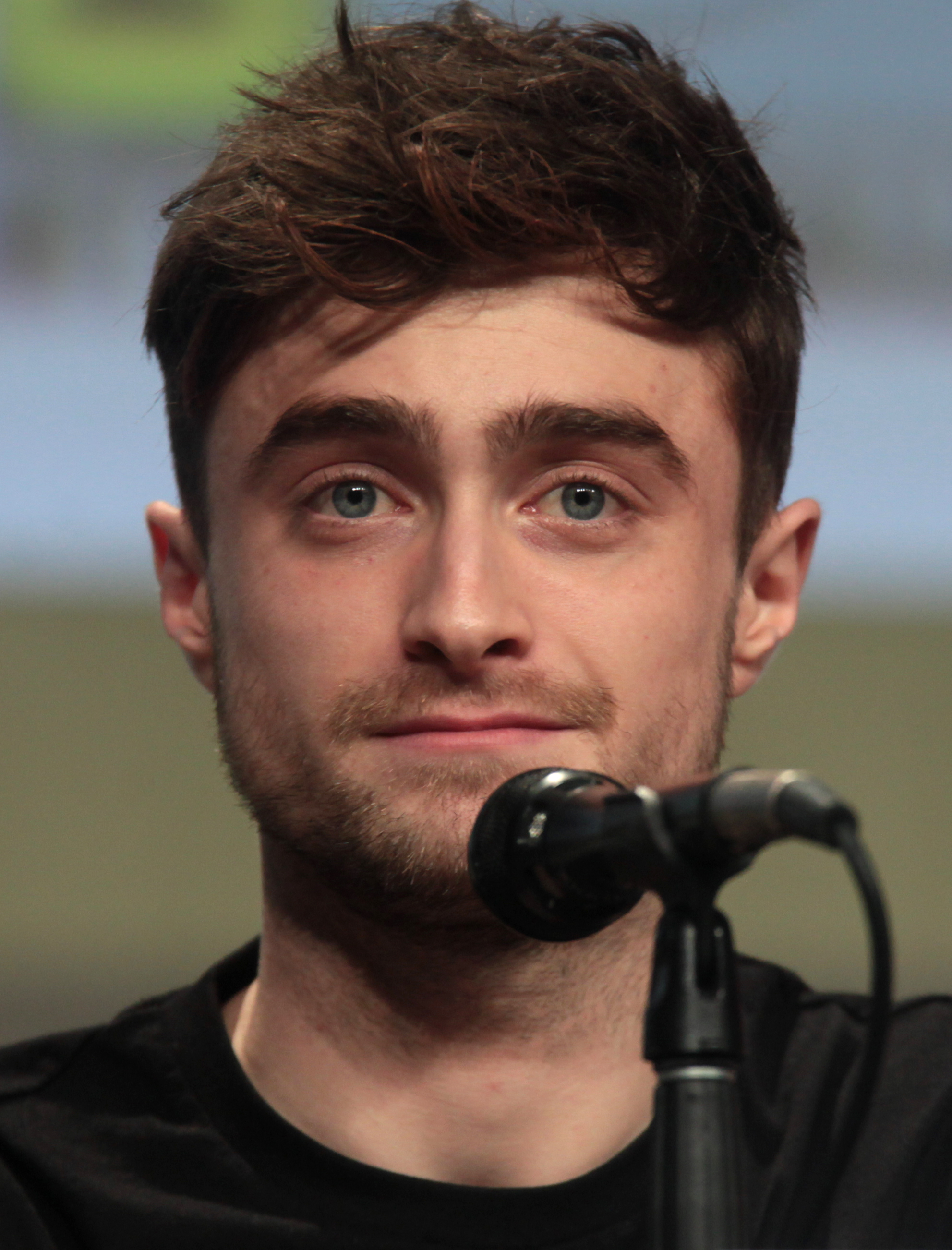
Daniel Radcliffe spielt eine der Hauptrollen

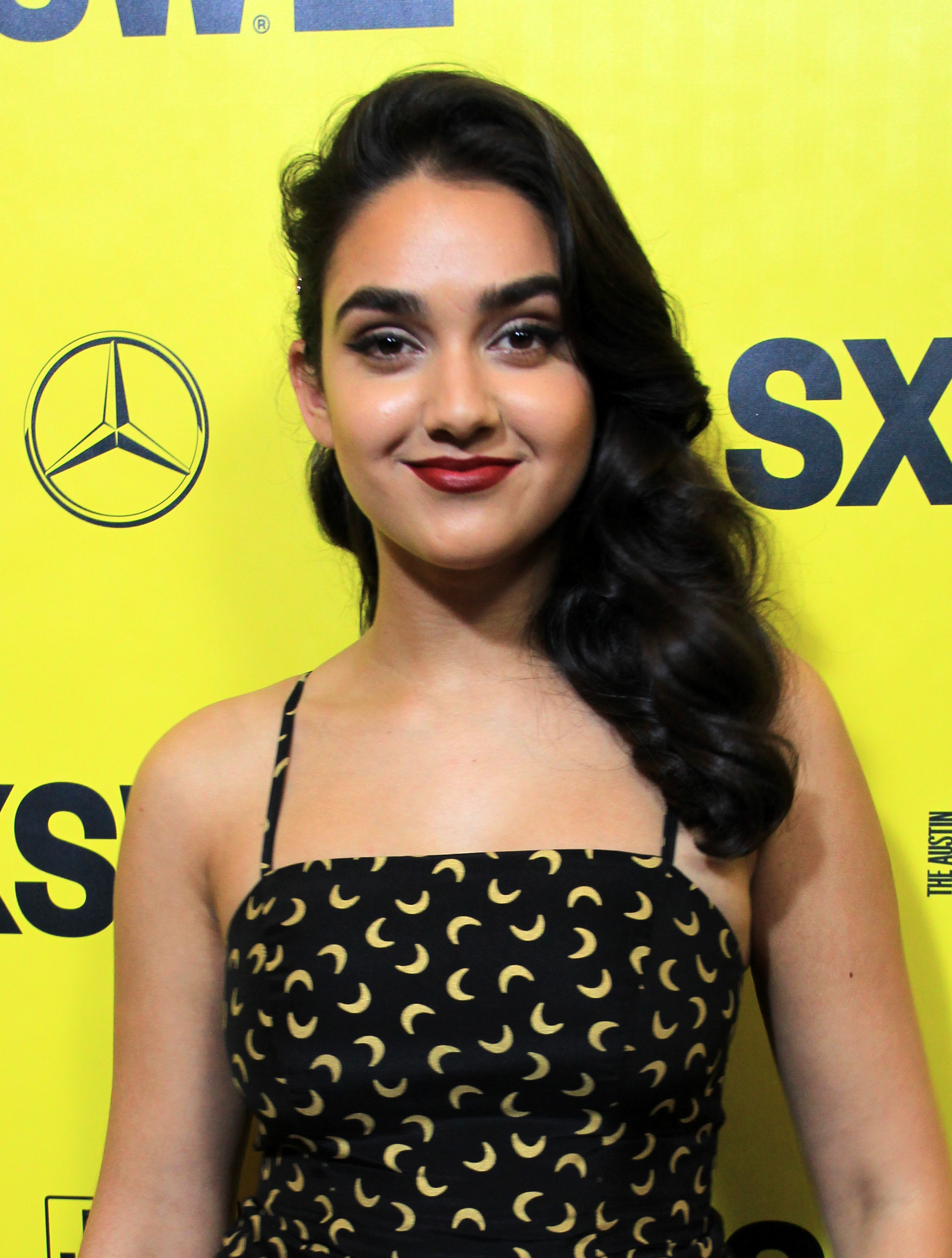
Geraldine Viswanathan spielt eine der Hauptrollen

Die Serie wurde von Simon Rich geschrieben. Die erste Staffel basiert auf seinem Roman What in God's Name, die zweite Staffel auf Richs Kurzgeschichte Revolution.
Zu den Executive Producers gehörten zunächst Rich, Lorne Michaels, Andrew Singer, Daniel Radcliffe und Owen Wilson. Wilson wurde als Executive Producer durch Steve Buscemi ersetzt.

## Synchronisation
Die deutsche Synchronisation entstand bei der Speeech Audiolingual Labs GmbH unter der Dialogregie von Felix Auer.
| Rollenname                                                                             | Schauspieler          | Hauptrolle (Episoden)                   | Nebenrolle (Episoden) | Deutsche Sprecher  |
| -------------------------------------------------------------------------------------- | --------------------- | --------------------------------------- | --------------------- | ------------------ |
| Craig Bog Prinz Chauncley der Ziemlich Coole Reverend Ezekiel Brown Sid                | Daniel Radcliffe      | 1.01–1.07 2.01–2.10 3.01–3.10 4.01–4.10 |                       | Nico Sablik        |
| Gott Edward „Eddie“ Murphy Shitshoveler Benny the Teen Morris 'The Junkman' Rubinstein | Steve Buscemi         | 1.01–1.07 2.01–2.10 3.01–3.10 4.01–4.10 |                       | Santiago Ziesmer   |
| Eliza Hunter Alexandra „Al“ Shitshoveler Prudence Aberdeen Freya                       | Geraldine Viswanathan | 1.01–1.07 2.01–2.10 3.01–3.10 4.01–4.10 |                       | Maresa Sedlmeir    |
| Sanjay Prince Lord Chris Vexler Revolverheld TI-90 / „Tai“                             | Karan Soni            | 1.01–1.07 2.01–2.10 3.01–3.10 4.01–4.10 |                       | Felix Strüven      |
| Sam Michael „Mikey“ Shitshoveler Todd Aberdeen Scraps the War Dog                      | Jon Bass              | 1.01–1.07 2.01–2.10 3.01–3.10 4.01–4.10 |                       | Pirmin Sedlmeir    |
| Rosie Maggie                                                                           | Lolly Adefope         | 1.01–1.07 2.01–2.10                     |                       | Lisa Jopt          |
| Laura                                                                                  | Sasha Compère         | 1.01–1.07                               |                       | Lea Kalbhenn       |
| Gail                                                                                   | Angela Kinsey         |                                         | 1.01, 1.07            |                    |
| Mason                                                                                  | John Reynolds         |                                         | 1.02–1.03             |                    |
| Dave Shelby                                                                            | Tim Meadows           |                                         | 1.04                  |                    |
| Gottes Vater                                                                           | Chris Parnell         |                                         | 1.06                  | Walter von Hauff   |
| Gottes Mutter                                                                          | Margaret Cho          |                                         | 1.06                  | Susanne von Medvey |
| Gottes Bruder                                                                          | Tituss Burgess        |                                         | 1.06                  |                    |
| Gottes Schwester                                                                       | Ruby Matenko          |                                         | 1.06                  | Johanna Blaich     |
| König Cragnoor der Herzlose                                                            | Peter Serafinowicz    |                                         | 2.01–2.10             | Martin Umbach      |
| Mary Baker                                                                             | Jessica Lowe          |                                         | 2.01–2.10             |                    |
| Stadtschreier                                                                          | Jamie Demetriou       |                                         | 2.01–2.10             |                    |
| Ted Carpenter                                                                          | Tony Cavalero         |                                         | 2.01–2.02, 2.10       |                    |
| Wesley Pervert                                                                         | Jack Mosedale         |                                         | 2.01–2.02, 2.10       |                    |
| Trish                                                                                  | Sinead Phelps         |                                         | 2.01, 2.06            |                    |
| Prinzessin Vicki                                                                       | Greta Lee             |                                         | 2.09–2.10             |                    |
| Lucas                                                                                  | Dee Ahluwalia         |                                         | 2.01                  |                    |
| Bert Shitshoveler                                                                      | Kevin Dunn            |                                         | 2.05                  |                    |
| Percival Forthwind                                                                     | Fred Armisen          |                                         | 2.06                  |                    |
| Lila                                                                                   | Kerri Kenney-Silver   |                                         | 2.08–2.10             |                    |

## Episodenliste

### Staffel 1 (2019)
| Nr. (ges.) | Nr. (St.) | Deutscher Titel | Originaler Titel | Deutsche Erstausstrahlung | Originale Erstausstrahlung | Regie           | Drehbuch                          | Zuschauer USA (Mio.) |
| ---------- | --------- | --------------- | ---------------- | ------------------------- | -------------------------- | --------------- | --------------------------------- | -------------------- |
| 1          | 1         | Zwei Wochen     | 2 Weeks          | 14. Mai 2019              | 12. Februar 2019           | Jorma Taccone   | Simon Rich                        | 1,20                 |
| 2          | 2         | Dreizehn Tage   | 13 Days          | 14. Mai 2019              | 19. Februar 2019           | Jorma Taccone   | Criocco Dunlap                    | 1,03                 |
| 3          | 3         | Zwölf Tage      | 12 Days          | 21. Mai 2019              | 26. Februar 2019           | Ryan Case       | Jeff Loveness                     | 0,94                 |
| 4          | 4         | Sechs Tage      | 6 Days           | 28. Mai 2019              | 5. März 2019               | Ryan Case       | Heather Anne Campbell             | 0,95                 |
| 5          | 5         | Drei Tage       | 3 Days           | 4. Juni 2019              | 12. März 2019              | Maurice Marable | Mitra Jouhari und Gary Richardson | 0,94                 |
| 6          | 6         | Ein Tag         | 1 Day            | 11. Juni 2019             | 19. März 2019              | Dan Schimpf     | Lucas Gardner                     | 0,93                 |
| 7          | 7         | Eine Stunde     | 1 Hour           | 18. Juni 2019             | 26. März 2019              | Maurice Marable | Dan Mirk                          | 0,90                 |

### Staffel 2 – Dark Ages (2020)
| Nr. (ges.) | Nr. (St.) | Deutscher Titel         | Originaler Titel  | Deutsche Erstausstrahlung | Originale Erstausstrahlung | Regie                        | Drehbuch       | Zuschauer USA (Mio.) |
| ---------- | --------- | ----------------------- | ----------------- | ------------------------- | -------------------------- | ---------------------------- | -------------- | -------------------- |
| 8          | 1         | Der Abschluss           | Graduation        | 22. September 2020        | 28. Januar 2020            | Jarrad Paul und Andrew Mogel | Simon Rich     | 1,10                 |
| 9          | 2         | Der neue Job            | Help Wanted       | 22. September 2020        | 4. Februar 2020            | Jarrad Paul und Andrew Mogel | Lucas Gardner  | 1,10                 |
| 10         | 3         | Das Loch                | Road Trip         | 29. September 2020        | 11. Februar 2020           | Daniel Gray Longino          | Anna Drezen    | 0,81                 |
| 11         | 4         | Das Praktikum           | Internship        | 29. September 2020        | 18. Februar 2020           | Daniel Gray Longino          | Georgie Aldaco | 0,84                 |
| 12         | 5         | Das Erntedankfest       | Holiday           | 6. Oktober 2020           | 25. Februar 2020           | Dan Schimpf                  | Lucas Gardner  | 0,95                 |
| 13         | 6         | Das Festival            | Music Festival    | 6. Oktober 2020           | 3. März 2020               | Dan Schimpf                  | Jen Jackson    | 0,85                 |
| 14         | 7         | Die Gerichtsverhandlung | Day in Court      | 13. Oktober 2020          | 10. März 2020              | Dan Schimpf                  | Zeke Nicholson | 0,73                 |
| 15         | 8         | Das erste Date          | First Date        | 13. Oktober 2020          | 17. März 2020              | Steve Buscemi                | Jen Jackson    | 0,86                 |
| 16         | 9         | Der Auszug, Teil 1      | Moving Out Part 1 | 20. Oktober 2020          | 24. März 2020              | Tamra Davis                  | Dan Mirk       | 0,94                 |
| 17         | 10        | Der Auszug, Teil 2      | Moving Out Part 2 | 20. Oktober 2020          | 31. März 2020              | Tamra Davis                  | Dan Mirk       | 0,84                 |

### Staffel 3 – Oregon Trail (2021)
| Nr. (ges.) | Nr. (St.) | Deutscher Titel                | Originaler Titel            | Deutsche Erstausstrahlung | Originale Erstausstrahlung | Regie          | Drehbuch                           | Zuschauer USA (Mio.) |
| ---------- | --------- | ------------------------------ | --------------------------- | ------------------------- | -------------------------- | -------------- | ---------------------------------- | -------------------- |
| 18         | 1         | Die Reise beginnt              | Hitting the Trail           | 12. Oktober 2021          | 13. Juli 2021              | Andrew DeYoung | Dan Mirk und Robert Padnick        | 0,79                 |
| 19         | 2         | Die Flussdurchquerung          | Fording The River           | 19. Oktober 2021          | 20. Juli 2021              | Steve Buscemi  | Jared Miller                       | 0,72                 |
| 20         | 3         | Auf der Jagd                   | Hunting Party               | 26. Oktober 2021          | 27. Juli 2021              | Andrew DeYoung | Zeke Nicholson                     | 0,59                 |
| 21         | 4         | Was in Branchwater passiert... | What Happens in Branchwater | 2. November 2021          | 3. August 2021             | Andrew DeYoung | Taylor Cox                         | 0,63                 |
| 22         | 5         | Willkommen bei den Noonans     | Meet the Noonans            | 9. November 2021          | 10. August 2021            | Dan Schimpf    | Andrew Farmer                      | 0,86                 |
| 23         | 6         | Der Independence Rock          | Independence Rock           | 16. November 2021         | 17. August 2021            | Dan Schimpf    | Carrie Kemper                      | 0,59                 |
| 24         | 7         | Der Weiße Retter               | White Savior                | 23. November 2021         | 24. August 2021            | Blake McClure  | Kelly Lynne D’Angelo               | 0,83                 |
| 25         | 8         | Über den Berg                  | Over the Mountain           | 30. November 2021         | 31. August 2021            | Steve Buscemi  | Henry Michaels                     | 0,69                 |
| 26         | 9         | Gestrandet                     | Stranded                    | 7. Dezember 2021          | 7. September 2021          | Claire Scanlon | Matthew Bass und Theodore Bressman | 0,57                 |
| 27         | 10        | Das Ende des Trails            | End of the Trail            | 14. Dezember 2021         | 14. September 2021         | Claire Scanlon | Robert Padnick & Dan Mirk          |                      |

### Staffel 4 – End Times (2023)
| Nr. (ges.) | Nr. (St.) | Deutscher Titel                   | Originaler Titel       | Deutsche Erstausstrahlung | Originale Erstausstrahlung | Regie          |
| ---------- | --------- | --------------------------------- | ---------------------- | ------------------------- | -------------------------- | -------------- |
| 28         | 1         | Willkommen in Boomtown            | Welcome To Boomtown    | 12. November 2023         | 10. Juli 2023              | David Wain     |
| 29         | 2         | H.O.A                             | H.O.A.                 | 12. November 2023         | 10. Juli 2023              | David Wain     |
| 30         | 3         | Die MatriXXX                      | The MatriXXX           | 19. November 2023         | 17. Juli 2023              | Heather Jack   |
| 31         | 4         | Die Gruppierungszeremonie         | The Grouping Ceremony  | 19. November 2023         | 17. Juli 2023              | Bill Benz      |
| 32         | 5         | Jim Carrey im Park                | Jim Carrey In The Park | 26. November 2023         | 24. Juli 2023              | Bill Benz      |
| 33         | 6         | Olympus                           | Olympus                | 26. November 2023         | 31. Juli 2023              | Heather Jack   |
| 34         | 7         | Die Legende von Roland Proudheart | Roland Proudheart      | 3. Dezember 2023          | 7. August 2023             | Steve Buscemi  |
| 35         | 8         | Kinder der Menschheit             | Children Of Women      | 3. Dezember 2023          | 14. August 2023            | Blake McClure  |
| 36         | 9         | John Christ                       | John Christ            | 10. Dezember 2023         | 21. August 2023            | Claire Scanlon |
| 37         | 10        | Das Ende                          | The End                | 10. Dezember 2023         | 28. August 2023            | Claire Scanlon |